# 186 pr. n. št.

## Rojstva
- Ptolemaj VI. Filometor, kralj Egipta († 145 pr. n. št.)